# Gustaf von Schoultz
Gustaf Toivo Johannes von Schoultz (ryska: Густав Тойво Йоханнес Константинович Шульц), född 11 oktober 1871 i Moskva, död 9 september 1946 i Saalfeld, Tyskland, var en finländsk sjömilitär. 
Efter att ha genomgått marinkåren i Sankt Petersburg inträdde von Schoultz 1890 i tjänst vid ryska marinen, absolverade 1903 kurs vid militärjuridiska Alexanderakademien i Sankt Petersburg, var 1907–12 professor i stats- och internationell rätt vid marinakademien där och praktiserade därefter som advokat. 
Vid krigsutbrottet 1914 inkallades von Schoultz i tjänst och var 1915–18 representant för ryska marinen vid den brittiska "Grand Fleet". År 1919 blev han chef för kustförsvarets stab i Finland, utnämndes till kommendör och blev 1920 chef för Finlands flotta. Han var 1911–14 redaktör för ryska militärencyklopedin och publicerade flera skrifter i sitt fack, bland annat Bosporen och Dardanellerna (1913, på ryska). År 1923 utgav han på finska ett arbete om Storbritanniens stora flotta i första världskriget (översatt till tyska 1924 och engelska 1925).